# Долно Каласлари
Долно Каласлари или Долно Карасари (на македонска литературна норма: Долно Каласлари) е село в източния дял на община Велес, Северна Македония.

## География
Непосредствено до него преминава значимият за страната път Е-75. Селото е разположено в равнинна местност, на надморска височина от около 210 м. Отдалечен е на 9 км от административния град Велес. В Долно Каласлари функционира начално училище.

## История
В „Етнография на вилаетите Адрианопол, Монастир и Салоника“, издадена в Константинопол в 1878 година и отразяваща статистиката на населението от 1873 година, Долно Караслари е посочено като село с 30 домакинства с 82 жители българи. Според статистиката на Васил Кънчов („Македония. Етнография и статистика“) от 1900 година Долно Карасари е населявано от 110 жители, всичките българи.
След Междусъюзническата война в 1913 година селото попада в Сърбия.
През 1922-1923 година в селото е открита поща, която функционира до 6 април 1941 година. На етническата си карта от 1927 година Леонард Шулце Йена показва Долно и Средно Караслар (Dolno, Sredno Karaslar) като турски села.
В селото в 1928 - 1930 година е построена Долнокаласларската костница, в която са погребани 1800 сръбски войници, загинали във войните 1912 - 1918 година.
В 1961 година селото има 330 жители, от които 309 се декларират като македонци, а 18 като албанци.
В днешни времена, за разлика от съседното село Горно Каласлари, което е населявано главно от албанци и се наблюдава демографска криза, в Долно Каласлари живеят предимно македонци, а естественият прираст е положителен. Според преброяването от 2002 година селото има 446 жители.
| Националност | Всичко |
| македонци    | 443    |
| албанци      | 0      |
| турци        | 0      |
| роми         | 0      |
| власи        | 0      |
| сърби        | 1      |
| бошняци      | 0      |
| други        | 2      |